# متلازمة الوارفرين الجنينية
متلازمة الوارفرين الجنينية (بالإنجليزية: Fetal warfarin syndrome)‏ هو مرض تظهر فيه أعراض مشابهة لخلل التنسج الغضروفي المنقط عند الأطفال، الذين أمهاتهم خلال مرحلة الحمل (خصوصاً في الفترة من الاسبوع السادس إلى الثاني عشر لمرحلة الحمل) تعاطوا دواء الوارفرين المضاد لتخثر الدم.
التشوه يظهر على هيئة قلة تصنيع لغضروف الأنف، و/أو خلل في تطور المشاشة (الجزء الجذعي والطرفي للعظام المجوفة، وكذلك أعراض أخرى.
شخص المرض لأول مرة عام 1966 من بي جي ديسايا (P.J. DiSaia).
مخثرات الدم يمكن أن تؤدي خلال فترة الحمل إلى تشوه، لكن في هذه الحالة ستؤدي على الأقل إلى نزف دم جزئي عند الجنين؛ لأن مخثرات الدم من عابرات المشيمة على خلاف الهيبارين. أهم الأعضاء المستهدفة هي الجهاز العصبي المركزي والعيون. حيث ممكن أن يتسبب بضمور بصري، وصغر رأس وكذلك عيوب في التطور الجنيني.
يمكن للحامل تناول الدواء في غير الفترة المذكورة آنفاً إضافة إلى الأسابيع الأخيرة للحمل (لخطر انفصال المشيمة المبكر.
في حالة احتياج الحامل للمضادات التخثر، يظهر الهيبارين نتائج أفضل.

## المظاهر السريرية
التشخيص يتمركز على النقاط التالية:
- اضمحلال غضروفي للأنف مع جذر أنف منخفض، وثقوب أنفية بارزة للأمام شقوق.
- فتحات أنفية نحيلة ومشاكل في التنفس عند العديد من حديثي الولادة.
- تكلس على شكل نقاط أو بقع للمشاشة في عظام الإبط، والجزء الجذعي لعظمة الفخذ، وفي كعب القدم خلال السنة الأولى للمولود.
- عند نصف المصابين يظهر قصر في جذر الأطراف وفساد التغذية في مرحلة ما قبل الولادة.
- من الممكن ظهور تغيرات في العيون، وتأخر في تطور الجنين وتشوهات خلقية نادرة.

## التشخيص
التشخيص يمكن أن يتم عن طريق الموجات الفوق صوتية داخل الرحم.

## التشخيص التفريقي
يتجب التمييز بينه وبين متلازمة كويتل والمرض المولود نقص عوامل التخثر المعتمدة على فيتامين كاف ومرض فشل تصنيع الغضاريف المرتبط بتصغر عظام الأصابع.